# 航空による環境悪化と対策

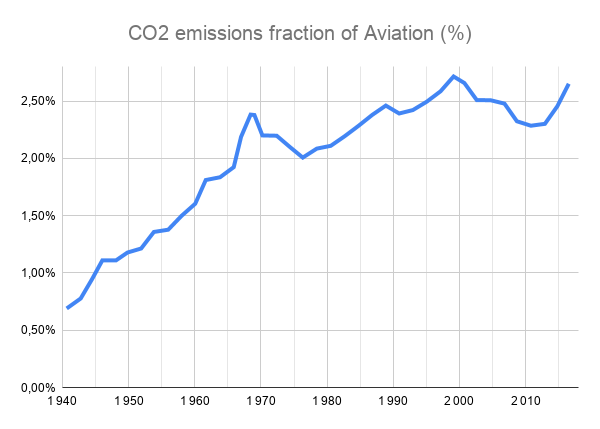
1940年から2018年の間、航空による二酸化炭素排出量は全排出量の0.7%から2.65%に3.8倍増加した。

航空による環境悪化と対策（こうくうによるかんきょうあっかとたいさく）について述べる。航空機は二酸化炭素、一酸化炭素（酸化され二酸化炭素に変換する）、窒素酸化物、燃料の不完全燃焼由来の未燃焼炭化水素やブラックカーボンなどの微粒子（煤煙）など多々の地球温暖化原因物質に加え、酸性雨の原因となる硫黄酸化物や極めて毒性の高い鉛さえも大気中それも対流圏界面に直接排出している。同時に発生する水蒸気由来の飛行機雲や巻雲も気候変動の一因となっている。
窒素酸化物、硫黄酸化物、ブラックカーボン、鉛などは人類や生物に深刻な健康被害をもたらす。航空機の騒音公害は睡眠や子供の教育を妨げたり、心血管疾患リスクを高める可能性がある。空港で使われている大量の航空燃料や除氷剤は適正に封じ込めない限り近傍から派生する水域を水質汚染する。
ジェット旅客機の燃料効率は1967年から2007年の40年間に70%向上したものの、さらなる対策を講じない限り、航空機による排出量は航空量の増加に伴い2050年までに3－7倍に達する恐れがある（ICAOによる2018年の見積もり）。

## 地球温暖化

### 航空機エンジン排出物

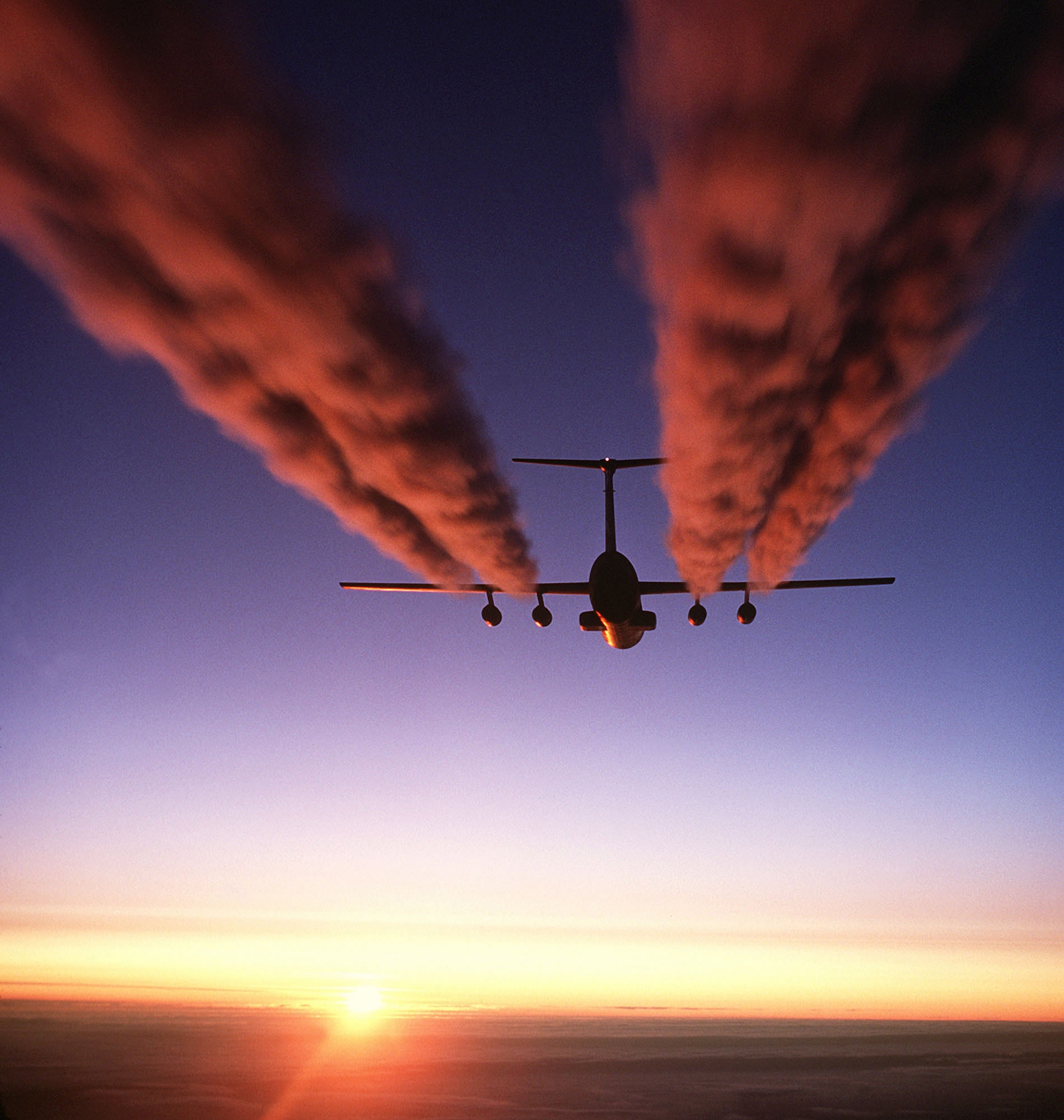
航空機はおびただしい量の鉛入りの温室効果ガスを高い高度で直接放射し、同時に排出する煤煙を核とした飛行機雲や巻雲も生成する。

航空業界からの二酸化炭素排出は航空機エンジンからの他、空港の地上車両、乗客や職員が空港にアクセスするために使用する地上車両や、空港建設・維持・管理、航空機の製造など多方面で発生する。
長距離航空機の飛行高度3～8km (26,000～43,000フィート)から対流圏界面では、窒素酸化物の排出により対流圏上部でのオゾンの形成が促進される。 一方航空機の硫黄酸化物と水の排出はオゾンを枯渇させる傾向があり窒素酸化物によるオゾンの増加を部分的に相殺すると考えられているが、これらの影響は定量化されていない 。
ブラックカーボン煤は太陽熱を吸収し地球温暖化効果があり、さらに煤は雲の性質と形成に影響を与える 。燃料の改質（芳香族炭化水素の減容）によって煤の生成を減らせる可能性がある。
煤粒子は凝結核（エアロゾル）として機能するのに十分な大きさであるため飛行機雲や巻雲の発生原因としても働く。飛行機雲は航空機排気や高湿度大気中の水蒸気が凝縮したものであり、飛行機雲が持続すると巻雲が発達する。飛行機雲も巻雲も併せて地球温暖化効果をもたらし、放射強制力においては二酸化炭素よりも大きい可能性がある（次項参照）。

### 航空による放射強制力

各種航空排出ガス1ｍ3あたり放射強制力、赤色は正（温暖化）、青色は負（寒冷化）を意味する。2018 年に推定。それぞれ1m3あたりなので実際の総合した放射強制力はそれぞれの絶対量を掛け合わせたものの総和であることに注意。すなわち青色の排出ガス類影響（窒素酸化物によるメタンの減衰など）は一見大きいが絶対量が小さいため、全体としての放射強制力は圧倒的存在量の二酸化炭素により大きく正になる。

平衡状態にあった大気中にとつぜん航空機がきて高温かつ大量の温室効果ガスを排出すると、その大気の温度上昇や循環の乱れなど複雑な一連の過程が生じる。この乱れは時間をかけて新たな平衡状態に至るが、その新たな状態では対流圏の上端で以前より放射の量が増えていることになり、その結果増えた量が放射強制力となる。
航空による放射強制力は、多くの条件（飛行距離・高度など）により大きく異なり、温室効果ガス計算ツールやモデルの使用・引用では、放射強制係数が含まれているかどうか、またその係数は幾つかで結果が大きく異なることに留意しなくてはならない。文献に記載されている放射強制係数（RFI）は1.9～3.4の範囲で、1997年IPCC見積もりに基づく2.7が一般的に使用されている。これは平易に言えば航空機からの上空での温室効果ガス排出は地上で同じ量を排出するより2.7倍大きい温暖化を引き起こすことを意味する。
2005年の研究では、航空による累積放射強制力効果を55mW/m2と見積もり、これは航空誘導巻雲を除いた累積二酸化炭素排出のみによる放射強制力28 mW/m2の2倍である（すなわち放射強制係数=2）。 2012年の研究では、航空誘導巻雲が含まれない場合はこの放射強制係数を1.3～1.4、含まれる場合は1.7～1.8 (1.3～2.9の範囲内) とした。
二酸化炭素以外の排出ガスの窒素酸化物とオゾン、メタンの相互作用、飛行機雲の形成、巻雲に対する煤エアロゾルの影響、などの放射強制力関与についてはまだ不明な点も多い。しかしこれらと異なり、二酸化炭素は大気中では半永久的な存在であり、その影響は地上で炭素隔離されない限り日々蓄積される一方であることは確実である。

## 大気汚染：オゾン、煤煙、鉛
航空は呼吸器系の健康被害となるオゾンの主な人工発生源であり、年間推定6,800人の早期死亡を引き起こしているとされている。
また航空機エンジンからの煤煙は超微粒子 (UFP) を含む。離陸時に燃焼した燃料1キログラム あたり3～50 × 1015 個のUFPが測定され、エンジンにより大きな差が観察された。他の推定値として、0.1～0.7 グラムに4～200 × 1015 粒子、または 14～710 × 1015 粒子 、または0.046～0.941グラムあたり0.1～10 × 1015 個のブラックカーボン粒子などが報告されている。
さらに一般的な航空機で使用されるレシプロエンジン用の航空用ガソリンは、すでに自動車用ガソリンでは2000年以降世界中ほとんどの国で使用禁止となっているテトラエチル鉛が2025年現在いまだに添加されており、そこから有毒な鉛さえ大気中にまき散らしている。米国では、民間航空機の4分の3に相当する167,000機の航空機が鉛を空気中に放出しており、米国環境保護庁は、これにより1970－2007 年の間に34,000トンの鉛が大気中に放出されたと推定した。米国連邦航空局は、鉛の吸入または摂取が神経系、赤血球、心血管系および免疫系に悪影響を及ぼすことを認識している。乳児や幼児の鉛曝露は、行動上の問題や学習上の問題、IQの低下の一因となる可能性がある。

## 騒音

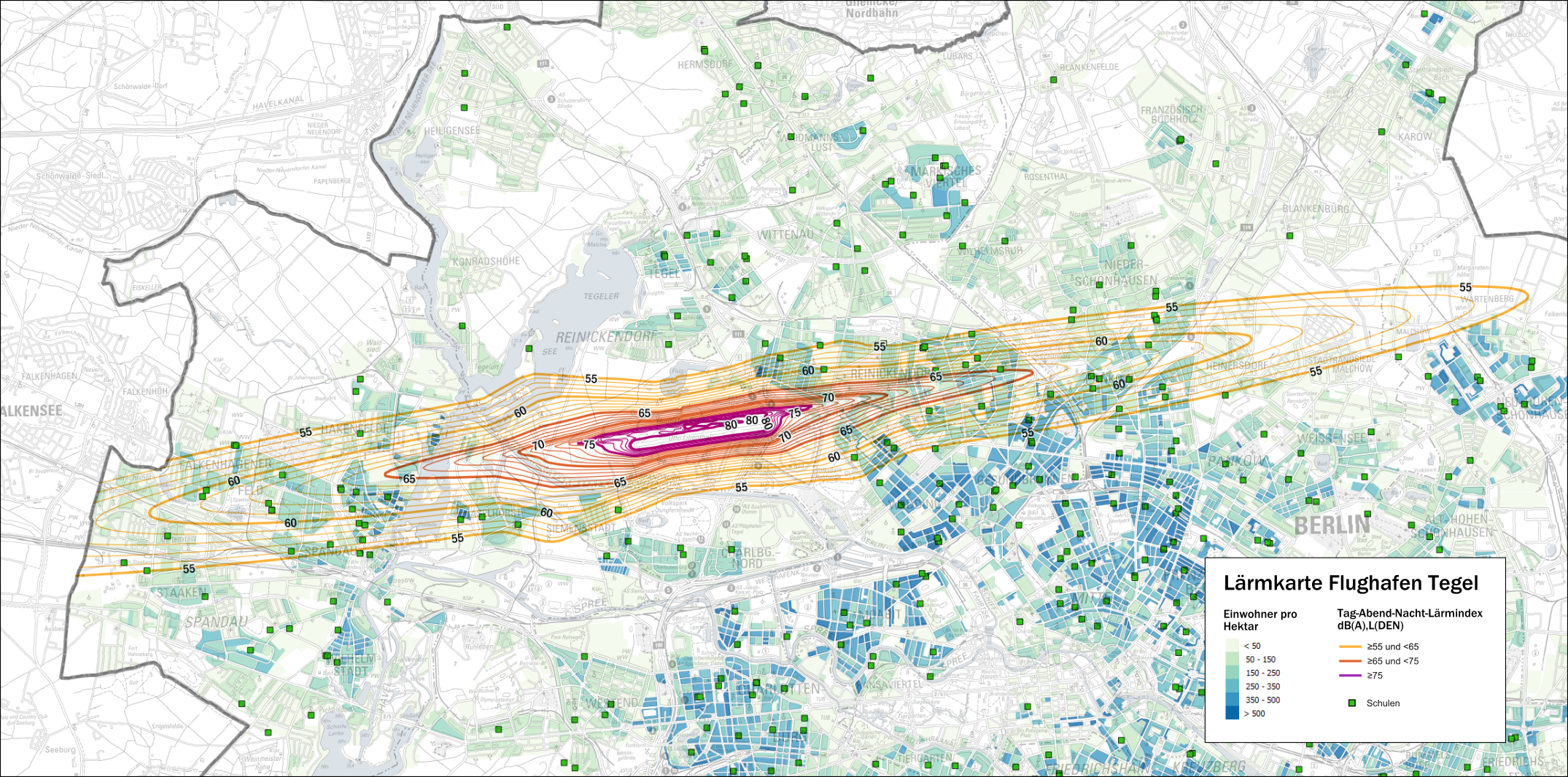
ベルリン・テーゲル空港（ドイツ）の騒音マップ

航空機騒音は睡眠を妨げ、子供の学業に悪影響を及ぼし、空港近隣住民の心血管リスクを高める可能性がある。 航空機騒音に関する法律での夜間飛行制限・禁止施行は国ごとに異なる。ICAO第14章の騒音基準は2018年以降に認証を申請された航空機、2021年以降は55トン未満の航空機に適用される。PW1000Gエンジンは以前のエンジンより騒音が75%低いと紹介されている。
空港への連続降下進入 (CDA) は、エンジンがアイドル出力に近いときに発生する騒音が少ないためより静かで、地上の騒音を最大1～5dB削減できるとされている。

## 水質汚染

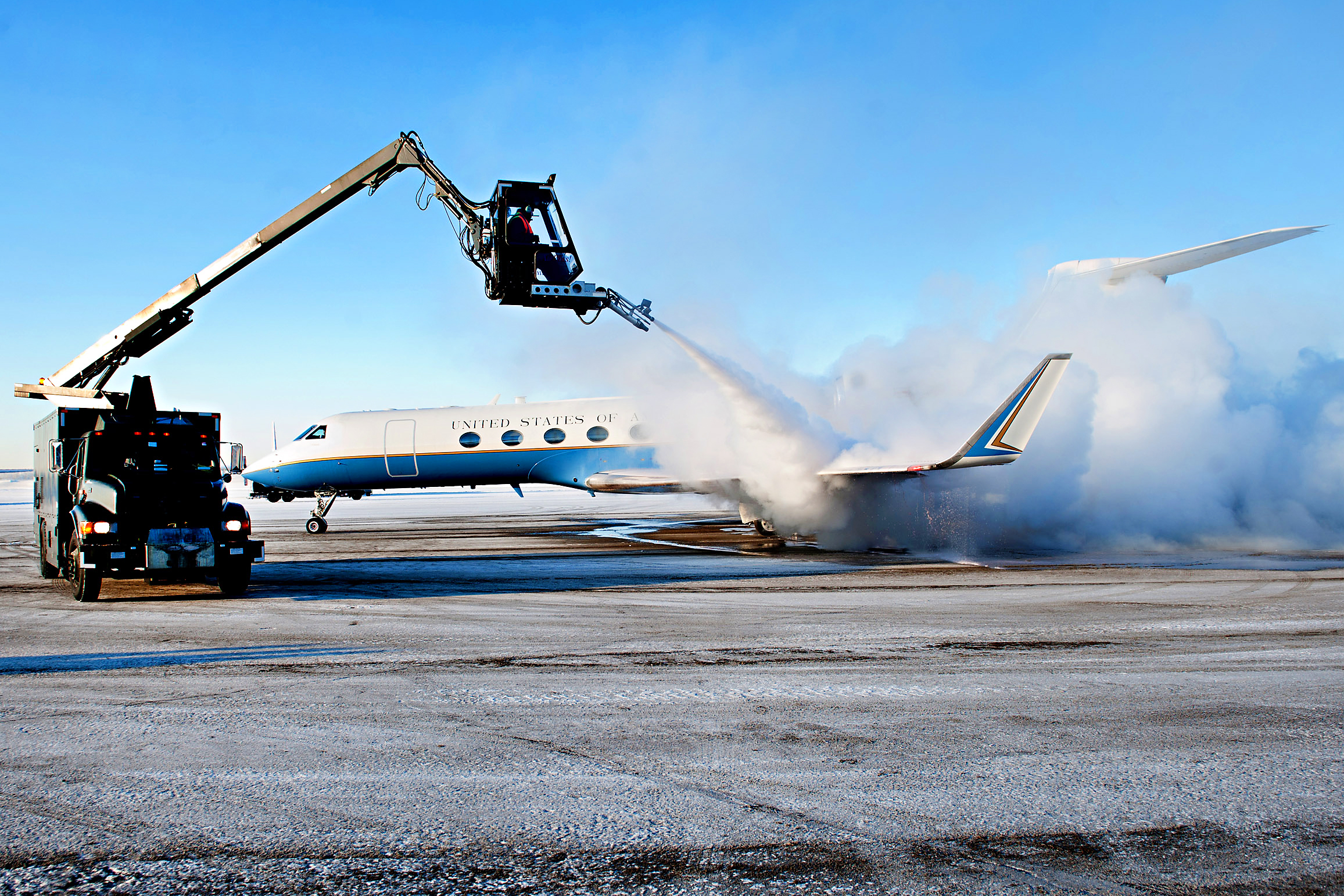
航空機除氷剤は大量に噴霧され近くの水域を汚染しうる。

空港では大量のジェット燃料・潤滑剤・その他の化学物質が広範に使用されている。これらは流出封じ込め構造や、バキュームトラック、ポータブルバーム、吸収剤などの清掃装置によって軽減または防止されているものの、いったん漏洩すると極めて重大な水質汚染を引き起こす。2014年米国ニューバーグ市水域で有毒なペルフルオロオクタンスルホン酸 (PFOS) の汚染が確認され、2016年にはさらに悪化した。調査の結果この汚染源は、スチュワート空軍基地で使用された消火泡であることが判明した。
航空機除氷剤は開放屋外で大量に噴霧され近隣河川や沿岸水域を汚染しうる:101。航空機除氷剤はエチレングリコールまたはプロピレングリコールであり.:4、滑走路や誘導路などの舗装面に使用されている舗装防氷剤は酢酸ナトリウム、酢酸カリウム、尿素、エチレングリコールなどが含まれている.:42。エチレングリコールは自動車のラジエーターなどに使われている不凍液でもある。河川などの水域に流入したグリコール類はそれらを好気性代謝する微生物群により分解され溶存酸素が大量消費される結果、高レベルの生物化学的酸素要求量を引き起こしその水域の酸素を枯渇させる:2–23 。魚類・大型無脊椎動物やその他の水生生物は水中に十分なレベルの溶存酸素がないと死滅し棲息できない:2–30。またこれらエチレングリコールは人間にも有毒であり、代替品にむけた研究が行われている。

## 増悪要因

### 輸送量の爆発的増加
ICAOによると航空輸送量は2018年までに43億人の乗客、3,780万回の出発、1便当たりの平均乗客数は114人、有償旅客キロ（RPK、有償旅客数 × 輸送距離（キロ））は8兆2,600億、平均移動距離は1,920km（1,040海里）に達した。航空輸送量は年間平均4.3%、15年ごとに2倍と継続的に増加しており、この増加は続くと予想されている。航空機は燃料効率が向上し技術の進歩と運用改善により1便あたりの2008年燃料消費量は1990年と比較し半減したが、航空旅行量は増加の一途で燃費改善は排出量増加に歯止めをかけるには不足である。 1960年から2018年の58年間に有償旅客キロは1,090億から8兆2,690億と76倍もの増加であり、二酸化炭素排出量では年間 15,200万トンから10億3,400万トンと6.8倍の増加である。
1992年、航空は人為的二酸化炭素排出量全体の2%を占め、50年間の人為的二酸化炭素排出増加量合計の1%強を累積した。 2015年までには航空による全世界の二酸化炭素排出量は2.5%に増加し、2018年の航空二酸化炭素排出量は9億1,800万トン (全人為的二酸化炭素排出量の2.4%、旅客輸送：7億4,700万トン、貨物輸送：1億7,100万トン、有償旅客キロ (RPK)：8兆5,000億）に達した。英国のBEIS省は、乗客一人１キロメートルあたり二酸化炭素排出量は燃料由来分だけで102グラム、二酸化炭素以外の温室効果ガスその他を含む換算二酸化炭素換算量は254グラムであると見積もった。

EU ETS の欧州経済領域内の航空温室効果ガス排出量、上位10位の航空会社 (2013～2019 年)。欧州のみのデータであることに注意。

欧州連合では1990ー2006年の間に航空からの温室効果ガス排出量が87%増加した。2010年の航空排出量は約60%もの量が国際便由来であるが、国際便は京都議定書の排出削減目標の対象外となっており、さらには各国の規制のつぎはぎを避けるためパリ協定さえも対象外としている。
2016年、国際航空便からの地球温暖化ガス排出を抑制する協定が圧倒的多数で批准された。191カ国からなる国際民間航空機関（ICAO）の圧倒的多数で採択されたこの協定は、2020年の航空会社の二酸化炭素排出量をその航空会社が排出できる上限と定めた。ほとんどの航空会社がこの上限を超えると予想され、その場合その航空会社は、航空以外の業界やプロジェクトから炭素クレジットを購入しなくてはならないとした。

### 悪化の一途の見込み
2009年の見積もりでは航空が費消するカーボンバジェットはあまりに巨大で、今世紀半ばまでの気候変動による気温上昇を2℃未満に抑えるための世界のカーボンバジェット全部を食い尽くすと推定された。2010年の見積もりでは最も先進的な技術予測を行ったとしても、成長予測で世界の二酸化炭素排出量の15%が航空によるものであることを考慮すると、危険な気候変動のリスクを2050年までに50%未満に抑えるには、従来のシナリオにおける炭素収支全部でも足りないとされた。
2013年の研究は、高高度での風速の変化に起因して激しい乱気流の発生件数が1979年から2020年の間に55%増加したことを示すデータに基づき、二酸化炭素レベルの上昇により21世紀半ばまでに大西洋横断航空便で経験する機内乱気流が大幅に増加するだろうと予測した。2015年の見積もりでは航空は2050年までに43Gtの二酸化炭素を排出し、残りの世界のカーボンバジェットのほぼ5%を消費すると推定し、このまま規制がなければ、航空の二酸化炭素排出量は今世紀半ばまでに3倍になり、年間3Gtを超える炭素排出となる可能性がある。
2019年国際エネルギー機関は、世界の二酸化炭素排出量に占める航空の割合は2030年までに3.5%に達すると予測した。ICAOの見積もりでは2020年までに世界の国際航空機排出量は2005年より約70%増加しており、対策がなければ2050年までにさらに 300%以上増加する。

### プライベート便
2024年の研究では、プライベート便は世界人口の約0.003%であるわずか256,000人のみが利用しているサービスでありそのほぼ半数は500キロメートル未満しか飛行せず、しかも多くの場合回送便すなわち乗客なし飛行（フェリー飛行）も頻繁に行われるので輸送効率は極めて低い。にもかかわらずプライベート便の二酸化炭素排出量は2023年1,560万トンに達し、これは2019年から46%もの急増であり、さらに2033年までにプライベート航空機は2023年より33%増加して26,000機になると予測されている。

## 現状と対策
航空の環境負荷は、航空需要の削減、飛行ルートの最適化、排出量の制限、短距離飛行の制限、税金の増加、航空業界への補助金の削減によって軽減しうる。また燃料効率のさらなる向上、電気航空機やバイオ燃料の開発などの航空技術革新によっても軽減しうる。

### 見通し
2016年、国際民間航空機関(ICAO)は航空燃料効率を年間2%改善し、2020年以降の二酸化炭素排出量を2010年と同レベルに保つことを目標とし、その達成にむけてより燃料効率の高い航空機技術、持続可能な航空燃料（SAF）の開発、航空交通管理（ATM）の改善、炭素排出量取引、賦課金、カーボン・オフセットなどの市場ベースの措置、国際航空のためのカーボン・オフセットおよび削減スキーム (CORSIA) などの対策があるとした。
2020年12月英国気候変動委員会も同様に、検討された緩和策として、航空需要管理、航空機効率の改善（ハイブリッド電気航空機の使用を含む）、持続可能な航空燃料（バイオ燃料、バイオ廃棄物からジェット燃料および合成ジェット燃料へ）などを提案した。
2021年2月ヨーロッパの航空業界は、2050年までの二酸化炭素排出ゼロに向け、以下を含む持続可能性イニシアチブ「Destination 2050」を発表した：
- 航空機技術の改善による排出量の37%削減
- 持続可能な航空燃料34%
- 8％の経済対策
- ATMとオペレーションの改善6%

その間航空交通量は2018年から2050年の間に年間 1.4% 増加すると見込んでいる。このイニシアチブはACI Europe、 ASD Europe、A4E、 CANSO、 ERA によって主導され、欧州単一市場および英国のフライトに適用される。
2021年10月IATAも2050年までに二酸化炭素排出量を実質ゼロにすることを約束した。2022年ICAOは2050年に向けた炭素排出実質ゼロ目標を支持することに同意した。
2023年の提案では、航空需要削減、継続的な効率改善、新しい短距離航空機エンジン、SAFの生産量の増加、二酸化炭素隔離によって、航空部門は2050年までに脱炭素化できる可能性があるとしている。そのためには、航空輸送需要と航空機効率は一定であるとした場合、他の脱炭素化が難しい分野と競合するバイオ燃料生産量を2019年のほぼ5倍とし、0.2～3.4Gtの二酸化炭素を隔離する必要がある。2023年の時点で燃料は航空会社の運航コストの20～30%を占めており、SAFは化石燃料より2～4倍高価である。カーボンクレジットがSAFよりも安価であれば当然カーボンオフセットがアプローチとして好まれるが、現状ではオフセット量測定の信頼性が低い問題がある。一方グリーン水素と炭素回収のコストは下がっていくと予測されるので合成燃料の価格もいずれ下がり、それら原料コストの低下と高い合成効率はバイオ燃料が普及するまでの橋渡しとなり得る。またクリーンな航空燃料税の控除や低炭素燃料基準などの政策インセンティブは種々の改善努力を促し、炭素価格設定はSAFの競争力を高めその導入を加速しコストを削減しうる。
2023年の英国王立協会の調査によるとバッテリー技術では十分な比エネルギーが得られそうになく、ネットゼロを達成するには化石航空燃料を低炭素またはゼロ炭素エネルギー源に置き換える必要がある。バイオ燃料は航空機の改造をほとんど行わずに導入できるが規模と原料の入手可能性に制限があり、2023年時点では低炭素なものはほとんどない。グリーン水素を生成するのに十分な再生可能電力を生成するには費用がかかり、グリーン水素原料と大規模かつ高コストな空気中二酸化炭素の直接空気回収が必要であり、また航空機やインフラの大幅な改修整備も必要になる。合成燃料は航空機の改造をほとんど必要としないが、低炭素アンモニアもグリーン水素や航空機・インフラ改修が必要なのは同じである。
IPCC第6次評価報告書は、持続可能なバイオ燃料・低排出水素および派生物質（アンモニアや合成燃料を含む）は、二酸化炭素排出量緩和を支援できても軽減するのが難しい残留温室効果ガス排出は残っており、二酸化炭素除去によって相殺する必要があると指摘している。2023年3月29日の米国上院公聴会でZeroAviaやUniversal Hydrogenなどの水素導入推進者は、GE・アビエーションやボーイングなどの企業は既存インフラに大きな変更を必要としないという理由でSAFを支持していると嘆いた。Sustainable Aero Lab の2023年4月の報告書でも、電気航空機はいまだ航続距離が十分でなく水素航空機もすぐには利用可能にならないため、2050年時点でも現在生産中の燃料航空機が大部分を占め、航空機脱炭素化の主な推進力はSAFであろうと推定している。

### 経済的方策

#### 炭素排出量取引

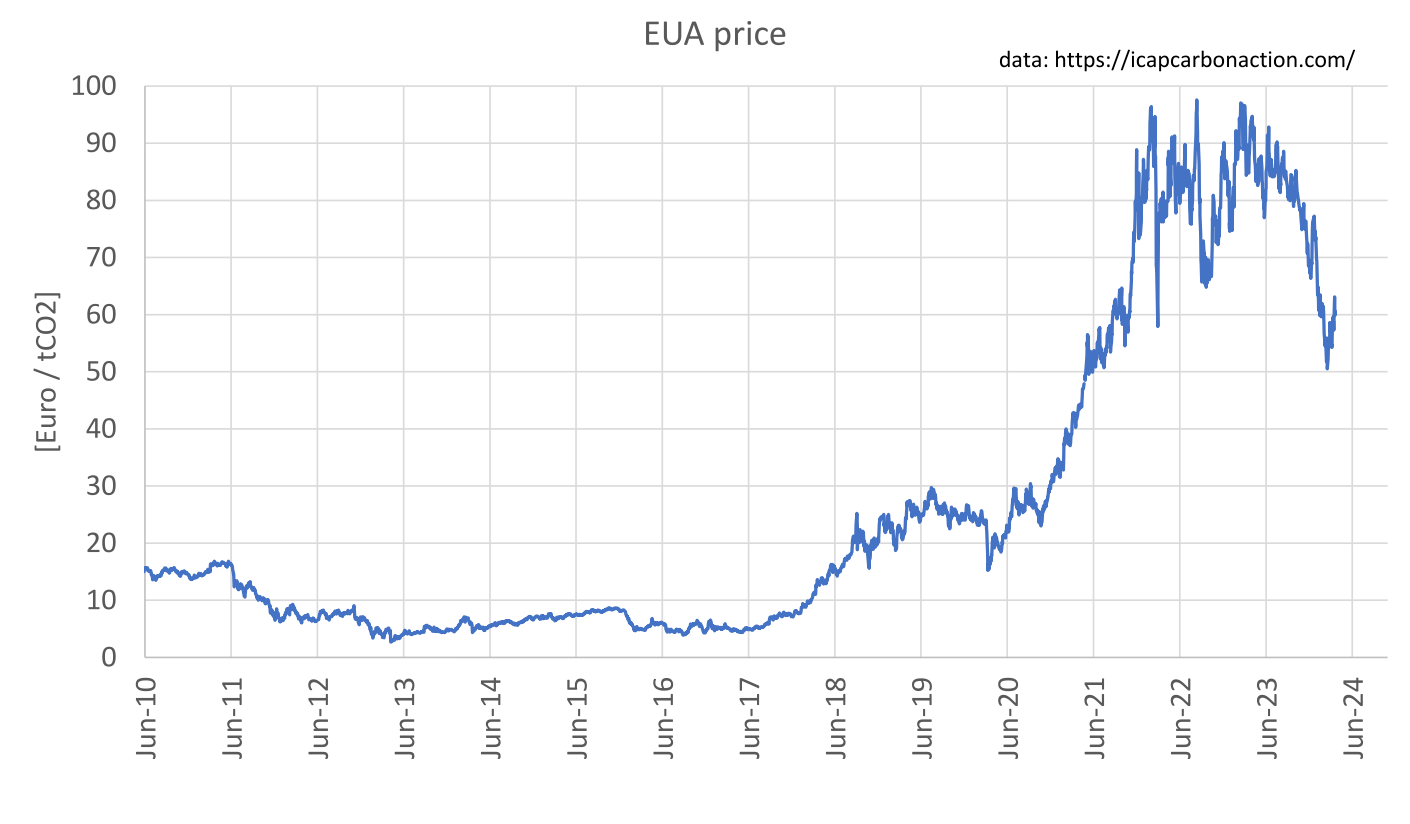
欧州連合排出量取引制度におけるカーボンクレジット（二酸化炭素価格）推移、2010－2024年

ICAOは2007年の総会で炭素排出量取引ガイドラインを定めた。欧州連合内では2012年から実施されている欧州連合排出量取引制度に航空業界が含まれており、航空会社の排出量に上限を設け、より効率的な技術による排出量削減や他の企業から炭素クレジットを購入するインセンティブを提供している。2013年のある提言は、航空からの炭素排出量を削減するには（排出）炭素に価格を付け、欧州連合排出量取引制度のような市場ベース措置を実施するのが実行力のある唯一の方法としている。

#### 国家のカーボンバジェット（英国を例に）
英国では2019年の調査で、運輸が発電に代わって最大の排出源部門となった。そのうち航空部門は4%を占め2050年まで拡大すると予想された。英国気候変動委員会 (CCC) は、1990年から2050年までに80%削減という目標は達成可能であるが、パリ協定では排出目標をさらに厳格化すべきであると提案している。彼らの立場は、航空のような問題の多い分野での排出は、温室効果ガスの除去、二酸化炭素の回収と貯留、および森林再生によってオフセットすべきであるというものである。英国は国際航空と海運を炭素予算に含める予定であり、他の国も同様であることを望んでいる。

#### 税金と補助金
航空燃料に対する税金が低いか存在しないため、航空は他の交通手段に比べて競争上の優位性を持っていた。英国議会での議論では、航空燃料税の免除により失われる税収は年間100億ポンドと推定された。しかも国際航空の排出量は2016年のICAOの会議で国際航空におけるカーボンオフセットおよび削減スキームが合意されるまで、国際規制を逃れていた。 
財政的措置は、航空会社の乗客を思いとどまらせて他の交通手段利用を促し、また航空会社に燃料効率を改善する動機を与える即効力がある。航空税には次のものが含まれる。
- 環境上の理由から乗客が支払う航空旅客税は距離によって異なり、国内線も含まれる場合がある。
- 出国する乗客が支払う出国税は、航空会社以外でも適用される場合がある。
- 消費されたジェット燃料に対して航空会社が支払うジェット燃料税。ジェット燃料税は米国では適用されているが、欧州連合では禁止されている。

航空課税はすべての外部コストを反映し炭素排出量取引制度に組み込まれる可能性がある。2019年の欧州投資銀行の調査では、航空に対する炭素税は欧州国民の72%が支持していた。

### カーボンオフセット

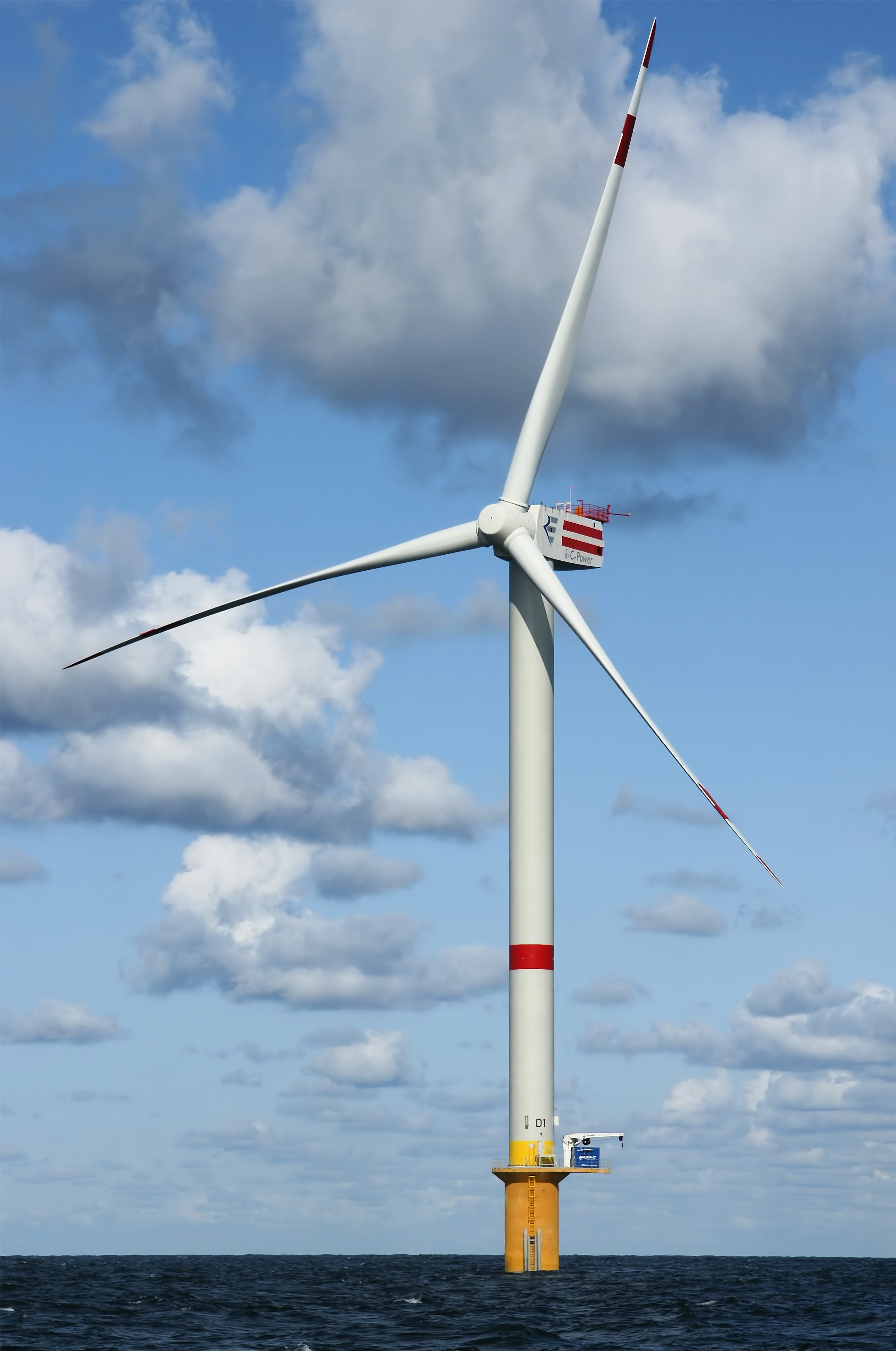
航空会社からのカーボンオフセットによって生み出された資金は、多くの場合風力発電などの持続可能エネルギープロジェクトに提供される。

航空分野の膨大な炭素排出に対する現実的な削減策として、航空需要削減とカーボンオフセットは避けて通れない。しかしながらカーボンクレジットには永続性・追加可能性・信頼性などいまだ多くの疑問の余地がある。 Verified Carbon Standard によって認証された熱帯雨林オフセットクレジットでさえも90%以上は真の炭素削減を表していない可能性が指摘されている。

#### 航空会社のカーボンオフセットプログラム
ブリティッシュ・エアウェイズ、コンチネンタル航空、イージージェット、エア・カナダ、ニュージーランド航空、デルタ航空、エミレーツ航空、ガルフ航空、ジェットスター、ルフトハンザドイツ航空、カンタス航空、ユナイテッド航空、ヴァージン・オーストラリア　などの航空会社は再生可能エネルギーや技術研究などのグリーンテクノロジーに投資する目的で乗客にカーボンオフセット購入オプションを提供している。また搭乗者は認証基準を満たしたGold Standard や Green-e など個別の炭素市場でオフセットを購入することもできる。
エールフランス航空は2019年、2020年1月から5万7000人の乗客を運ぶ毎日450便の国内線での二酸化炭素排出量を対象にオフセットを実施すると発表した。同社はまた、顧客にすべてのフライト対象に自主的にカーボンオフセットするオプションを提供し、2030年までに2005年と比較して1人1キロメートル当たり排出量を50%削減することを目指している。
英国の格安航空会社イージージェットは、2019年11月から大気炭素削減プロジェクトへの投資を通じて、すべてのフライトの二酸化炭素排出量をオフセットすることを決定した。同社は2019年から2020年の会計年度に2,500万ポンドの費用をかけてカーボンニュートラルを達成した最初の大手航空業者であると主張している。
ブリティッシュ・エアウェイズは、2020年1月から炭素削減プロジェクトへの投資を通じて、1日あたり75便の国内線の排出量のオフセットを開始した。同社は2050 年までにカーボンニュートラルを達成することを目指すとしている。
米国の格安航空会社ジェットブルーは2020年8月より、米国国内線にカーボンオフセットを導入している。
ユナイテッド航空は2050年までにカーボンニュートラルを実現するため、カーボン・エンジニアリング技術を活用した米国最大の二酸化炭素回収・貯蔵施設の建設に投資し、ほぼ10%のオフセットを目指している。

### 航空需要削減
航空からの排出温暖化ガスは技術的手段で削減するには最も難しいものの一つである。地球温暖化幅1.5〜2℃のシナリオの予測に使用されたIMAGEモデルによると、航空部門で徹底的な脱炭素化を期限内に達成するには、特定市場で航空旅行を減らすことが必須である。2021年の見積もりによると、航空輸送の需要の大幅削減および航空機のエネルギー効率改善により、2050年に予想される航空業界の排出量はそれぞれ最大61%（換算二酸化炭素2.8 Gt）および27%（1.2 Gt）削減できる可能性がある。持続可能な航空燃料たとえばバイオ燃料を拡大するには食料安全保障・地域社会への影響・土地利用の問題など困難な課題が山積しており、例えば王立協会の報告書によると英国の航空産業に供給するに十分なバイオ燃料を生産するには英国の農地の半分が必要である。したがって現状では、航空セクターでの持続可能目標達成には需要削減が唯一の実効性のある対策である。　

#### 短距離航空便の禁止・制限
| 短距離航空便禁止の事例 鉄道移動時間または距離で表示 | 短距離航空便禁止の事例 鉄道移動時間または距離で表示 |
| --------------------------------------------------- | --------------------------------------------------- |
| オーストリア                                        | 3時間以内                                           |
| フランス                                            | 2.5時間以内                                         |
| スペイン                                            | 2.5時間以内（協議中）                               |
| Environment Agency                                  | イギリス国内（約7時間以内）                         |
| フローニンゲン大学                                  | 6時間または500キロメートル以内                      |
| ジュネーブ大学                                      | 4時間以内                                           |

短距離航空便の制限や禁止は排出量削減に効果的であると見積もられている。　それには国の政府が航空会社に対して一定距離以下の航続距離の航空便の運航を禁止することや、組織や企業が従業員に対して一定距離以下の航続距離の航空便の利用を禁止することが含まれる。2010年代以降この動きは高速鉄道などの代替交通手段が確保できる地域で盛んになってきた。国際航空運送協会 (IATA) は短距離便を「飛行時間が6時間以下の便」と定義している が、政府や組織は都市間の絶対距離またはその間を鉄道で移動する所要時間で定義するのが一般的である。多くの政府は、緊急事態を除き国民と企業に短距離飛行の禁止を課している。（表）。多くの組織や企業が航空便の出張利用をやめて代替交通手段の利用、カーボンオフセットの購入、会議出張のビデオ会議での代替を奨励している。

#### 「フライト・シェイム」：航空利用を当然とする消費者意識・心理の是正
格安航空など航空の実質コストの低下により航空利用が日常活動に常態化した。人間の旅行でなくとも、数十年前までは地方でなくては食べられなかった「産地直送空輸」食品が店舗に並び、フェデックスなど大手の航空貨物輸送事業の一般利用さえ当たり前になったが、これらの購入や利用が及ぼす莫大な地球温暖化について省みる消費者は殆どいない。[要出典]　そのような社会では政策なしで自発的な変化を期待することは殆どできないが、航空旅行や航空便の気候変動への影響についての情報を含むサステナビリティ教育は、航空需要を減らしうる。
エアポートウォッチ（環境グループ）やステイグラウンデッドネットワークなど、航空業界が付加価値税や燃料税を支払わないことにより恩恵を受けている大幅減税や空港拡張の廃止などを求めて活動する団体もある。 フライデーズ・フォー・フューチャーは航空旅行の正当性に関する議論を喚起しそれによりスウェーデンとドイツでは航空旅行需要が低下した証拠が示されている。2018年、そこから派生して飛行機で旅行することは「恥」（フライト・シェイム）(フリーグスカムともいう）とする社会運動が捲き起こり、その結果スウェーデンの鉄道会社SJ ABは、2019年の夏には前年に比べて2倍の旅客が飛行機ではなく鉄道での旅行を選択したと報告し、スウェーデンの空港運営会社スウェダビアは、世界的な成長にもかかわらず2019年に同社の10空港全体で乗客が前年比4％減少したと報告した。

### 航路、高度、スケジュールの最適化

航空交通管制の改善でより効率的なルートが可能になるが達成は容易ではない。

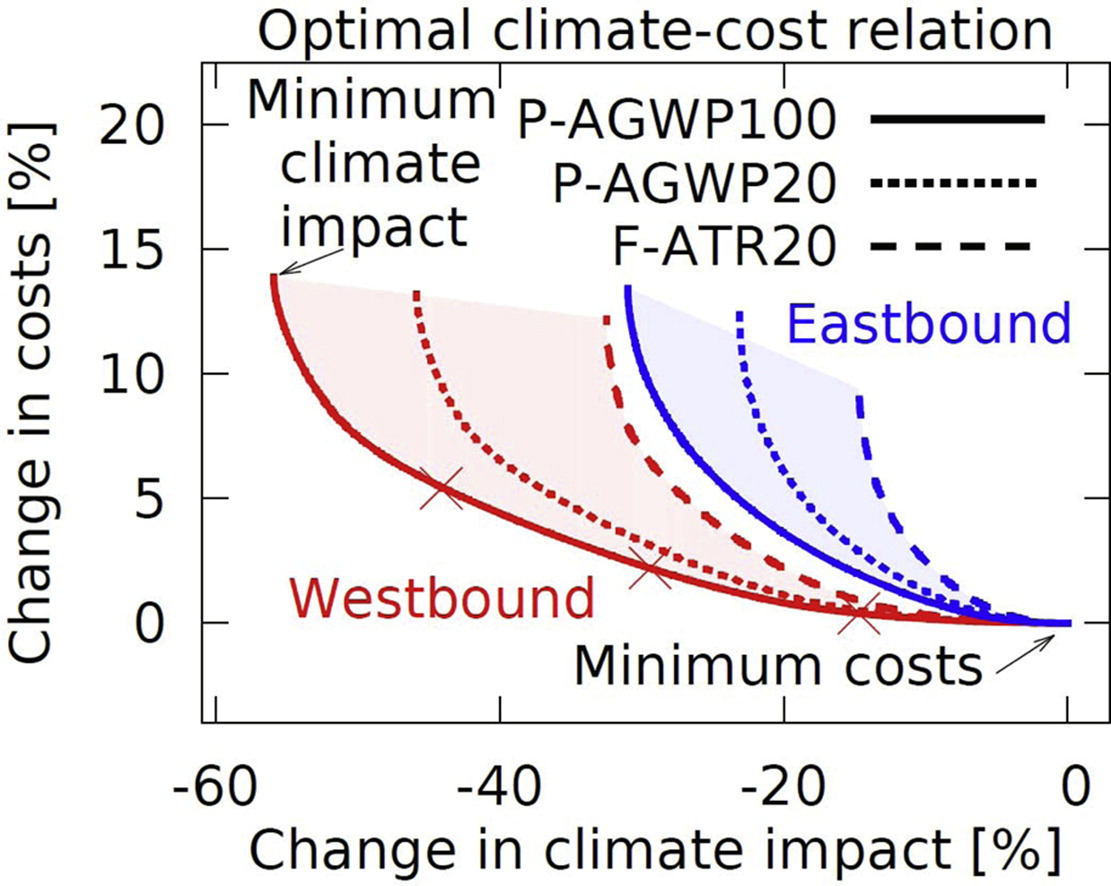
一日あたり大西洋横断航空における経済コストの変化と気候への影響の変化の関係。赤線：西行き、青線：東行き。3つの気候指標を使用： P-AGWP100 (実線)、P-AGWP20 (点線)、 F-ATR20 (破線)。

航空の環境フットプリントは航空交通管制や航空路の最適化によっても改善しうる。改良された航空交通管理システムにより直接的な最適ルートを増やし巡航高度を最適化すれば、航空二酸化炭素排出量は最大18%削減できる。その目的のために欧州連合では1999年以来、欧州連合諸国間での空域制限の重複を避けた「Single European Sky」が提案されているが、20年間経過した2019年になってもまだ実現されておらず、その年だけで60億ユーロの追加費用と1160万トンの過剰な二酸化炭素を排出した。
飛行中の高度を調整することで二酸化炭素以外の温暖化物質排出が抑制できる可能性が報告されている。2014年の大気化学モデルを適用した計算では特筆すべき知見として、燃料の消費（＝燃料由来二酸化炭素排出量）が最少になる飛行ルートと気候への影響が最小になるルートは必ずしも一致しないことが示された。冬季の西行き大西洋横断航路でモデル化すると、飛行コストが最小になるのは飛行高度38000フィートだが 気候に最適なのはそれより低い30000フィートである。最適コスト高度より2000フィート低い航路は気候放射力が 21%低くなり、逆に2000フィート高い場合は9% 高くなる。2000フィート低い航路では窒素酸化物による気候放射力が5mW/m2から約3mW/m2に減少する可能性がある。コスト増加と気候影響低減のバランスを取るため高度に加え経路なども最適化すると、0.5％の飛行コスト増加で気候影響を最大25％削減できるという。
飛行機雲の発生は飛行時刻や季節の影響を大きく受ける。研究によると夜間飛行は航空交通量の25パーセントだが飛行機雲強制力の60～80パーセントを占め、冬季飛行は年間航空交通量の22パーセントだが年間平均強制力の半分を占めている。したがってフライトスケジュールは航空による気候への影響を最小限に抑えるように最適化する余地がある。例えば東南アジアでは飛行の40%が夜間であり、これらが年間平均の放射強制力の73%に寄与していることが判明した。夜間航空を減らすことで飛行機雲の気候への影響を最小限に抑えることができる。

### 技術革新
1967ー2007年の40年間にジェット旅客機の燃料効率は70%向上した。そのうち40%はエンジン、30%は機体の改良によるものである。2018年までに収益トンキロ(RTK) あたり二酸化炭素排出量は1990年と比較して47%に減少し、航空エネルギー強度は2000年の21.2MJ/RTKから2019年の12.3MJ/RTK になり42%削減された。

#### 電気航空機

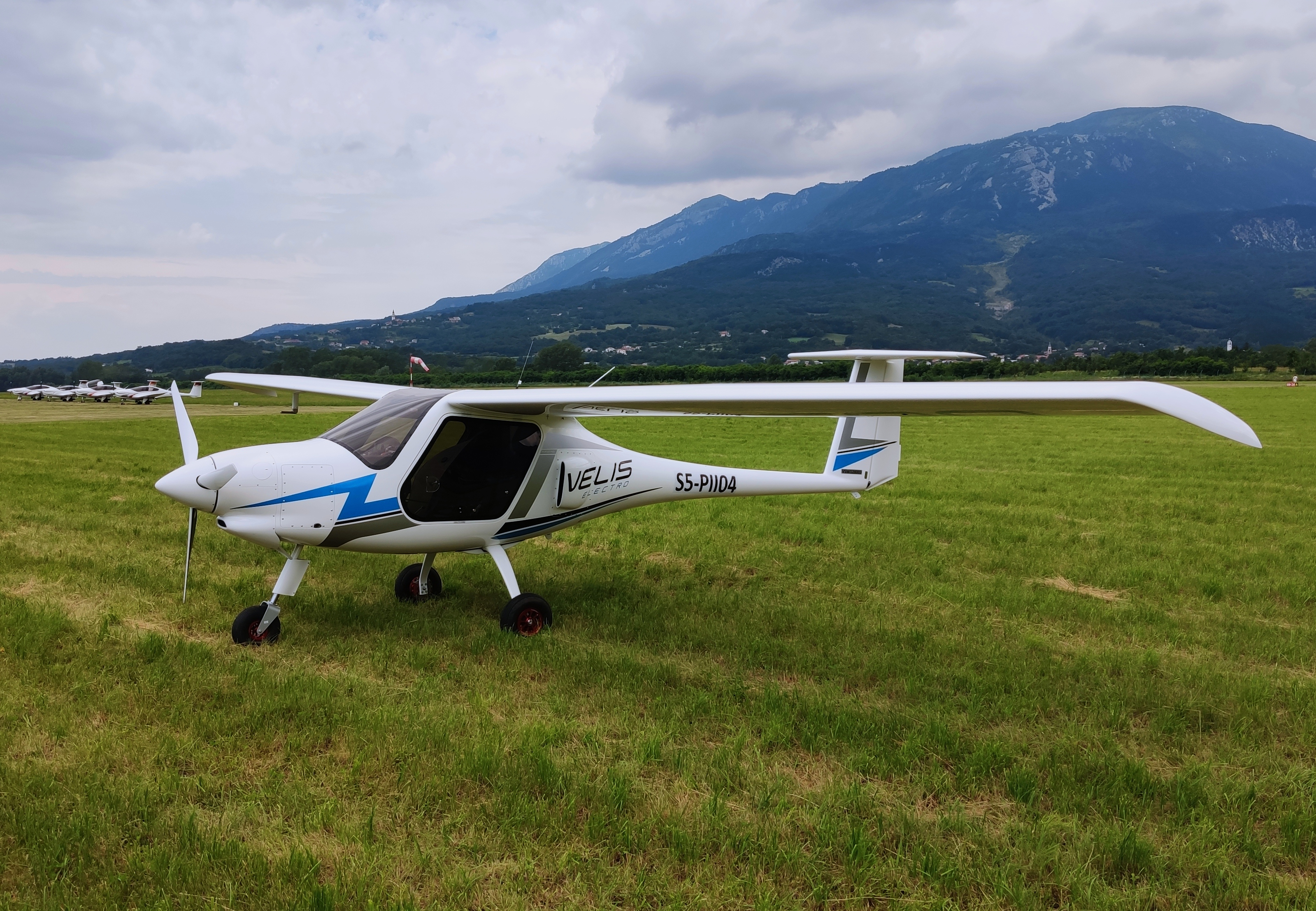
ヴェリス エレクトロは、2020年6月に型式認定を受けた電動航空機である。

航空燃料は1キログラムあたり12,500ワット時のエネルギーを生成するが、リチウムイオン電池は梱包の重量や電池を安全にするために必要なその他すべてのものを含めて1キログラムあたりわずか160ワット時である。そのため現時点では電動航空機は実用上プライベート機のような短距離飛行小型機に限られる。しかし電動飛行機は排気ガスがないのみならず、電気自動車が通常の自動車と比べて走行エネルギーコストが少ないのと同様、通常の航空機よりはるかに安価に飛ぶことができる。2020年5月の時点で最大の電気飛行機は、改造されたセスナ208Bキャラバン「eCaravan」であり、定員は操縦士含めわずか10人だが、そのテスト飛行の費用はわずか6ドルだった。従来のエンジン燃料を使用した場合30分間の飛行で300～400ドルかかる。
より大型化が可能な機体としてハイブリッド機が開発されているが通常の飛行に比べて燃料削減は最大でも5％という。ローランド・ベルガーは2017年以来航空宇宙および航空業界の持続可能性を専門とするコンサルタント会社で、座席数50以上のハイブリッド機は2032年までに商用化されると予測している。EU Clean Sky 2はハイブリッド燃料電池/タービンを備えた短距離機 (<2,000キロメートル、1,100海里) は、20～30%の追加コストがかかるが気候への影響を70～80%削減できるとしている。

#### 水素動力航空機
航空では、電化できない他の産業プロセスと同様に水素燃料を使用する選択肢がある。 2020年エアバスは2035年に向けた水素動力航空機のコンセプトを発表し、 EU Clean Sky 2も水素動力機は2035年までに短距離用に実用化と予測し、水素タービン中距離機は30～40%の追加コストがかかるが気候への影響を50～60%削減でき、同上長距離機 (>7,000キロメートル、3,800海里)では40～50%の追加コストで気候への影響を40～50%削減できる可能性があるとしている。

#### 持続可能航空燃料 (SAF)
SAFは持続可能な方法で生産されたバイオ燃料であり、石油やその他の化石燃料をベースにしたものであってはならない。航空バイオ燃料という用語はあくまで航空に使用可能なバイオ燃料を意味し、持続可能という意味は含まないことに留意が必要である。バイオ燃料は一般的には持続可能であるが必ずしもそうではなく、持続可能なバイオ燃料は、食用作物・優良農地・淡水を使用して生産したものであってはならない。その基準を踏まえてSAFは第三者によって認証されるが、認証に時間がかかる。
現状ではSAFは従来の化石燃料より割高になる。2025年2月時点では米国のジェット燃料が平均価格1ガロン＄6.31に対しSAFは$8.88であったが、これでも従来は通常燃料の数倍であったSAF価格にくらべると非常に安価である。
ランザジェット社はジョージア州に2億ドルを投じてエタノールをジェットエンジン互換燃料に変換する施設を設立し、年間900万ガロンのSAF生産目標を掲げているが、それでもこの量は世界の航空会社年間900億ガロンの航空燃料消費量に対し微々たるものである。IAG SA (British Airwaysの親会社）は全航空燃料の0.66%しかSAFを使用していないものの、2030年までにこれを10％に増やすという目標を掲げている。また米国のインフレ削減法によって提供される1ガロンあたり1.75ドルのSAFクレジットなどのインセンティブもある。 この削減法は2027年に失効する予定だがSAFの使用量を増やすことを一目的としている。
L.E.K. Consultingはアルコールをジェットに噴射する技術が今後10年間のうちにSAFの主要な可能化技術になると予測している。一方、合成燃料は従来燃料のほぼ7倍のコストがかかるため、2024年時点で欧州で提案されている45のPtLプラントの将来は不透明であると欧州運輸・環境省は述べている。

#### Electrofuels (e-fuels)
e-fuelは「電子燃料」ではなく、合成燃料のうち再生可能資源由来の電気エネルギーを用いて作られたものを指し、物質としては化石燃料同様炭化水素であるもの、ブタノールなどのアルコール、水素なども含まれる。2021年の研究によると、e-fuelによる温暖化緩和コストは二酸化炭素1トンあたり800～1,200ユーロで、2050年までに20～270ユーロに削減できる可能性はあるものの、e-fuelが早期に安価で豊富になるとは考えにくく、もし需要側の期待に応えられなかった場合、（e-fuelは物質としては化石燃料同様なので）化石燃料への依存が固定化される危険性がある。したがってe-fuelの導入を支援する政策は、大規模に利用できない際のリスクヘッジが必須であるとしている。

#### 飛行速度・高度を低く設計した航空機
短中距離航空機に焦点を当てた研究プロジェクトによると、音速ではなく亜音速（約15%低速）での飛行を念頭に設計された機体は、従来の設計速度と同様の特性を持つ航空機と比較して燃料消費を21%節約できる。マッハ数が低くなり、ターボファンでなくターボプロップにより推進され、飛行高度が低くなり、二酸化炭素以外の温室効果ガス換算排出量を大幅に削減できる。e-fuelなど合成燃料に切り替えることなく、このような航空機により気候への影響を既存の短中距離機より60%以上削減できる可能性がある。

## 引用
1. 1 2  Lee, D. S.; Fahey, D. W.; Skowron, A.; Allen, M. R.; Burkhardt, U.; Chen, Q.; Doherty, S. J.; Freeman, S. et al. (2021-01-01). “The contribution of global aviation to anthropogenic climate forcing for 2000 to 2018”. Atmospheric Environment 244:  117834. doi:10.1016/j.atmosenv.2020.117834. ISSN 1352-2310.
2. ↑  “Aircraft Engine Emissions”.  International Civil Aviation Organization. 2019年7月27日時点のオリジナルよりアーカイブ。2020年10月23日閲覧。
3. ↑  Brasseur, Guy P.; Gupta, Mohan; Anderson, Bruce E.; Balasubramanian, Sathya; Barrett, Steven; Duda, David; Fleming, Gregg; Forster, Piers M. et al. (2016-04-01). “Impact of Aviation on Climate: FAA’s Aviation Climate Change Research Initiative (ACCRI) Phase II” (英語). Bulletin of the American Meteorological Society 97 (4):  561–583. doi:10.1175/BAMS-D-13-00089.1. ISSN 0003-0007.
4. 1 2  Brandon Graver (2019年9月). “CO2 emissions from commercial aviation, 2018”.  International Council on Clean Transportation. 2019年11月20日時点のオリジナルよりアーカイブ。2020年1月10日閲覧。
5. ↑  Joyce E. Penner (1999). Aviation and the Global Atmosphere. IPCC. Bibcode: 1999aga..book.....P.  オリジナルの7 June 2023時点におけるアーカイブ。 2020年10月20日閲覧。
6. 1 2  “Reducing emissions from aviation”. Climate Action.   European Commission (2016年11月23日). 2018年6月22日時点のオリジナルよりアーカイブ。2019年6月1日閲覧。
7. ↑  Horvath A, Chester M (1 December 2008). Environmental Life-cycle Assessment of Passenger Transportation An Energy, Greenhouse Gas and Criteria Pollutant Inventory of Rail and Air Transportation (Report). University of California Transportation Center, UC Berkeley. 2017年7月5日時点のオリジナルよりアーカイブ。2011年1月27日閲覧。
8. ↑  “Peer Reviewed: Global Ozone Concentrations and Regional Air Quality”. Environmental Science & Technology 36 (19):  379A–382A. (2002-10-01). doi:10.1021/es022419q. ISSN 0013-936X.
9. 1 2  Joyce E. Penner「What are the Current and Future Impacts of Subsonic Aviation on Radiative Forcing and UV Radiation?」『Aviation and the Global Atmosphere』IPCC、1999年。Bibcode: 1999aga..book.....P。オリジナルの2022年12月22日時点におけるアーカイブ。2020年10月20日閲覧。
10. ↑  “Questions & Answers on Aviation & Climate Change”. Press corner.   European Commission (2005年9月27日). 2022年12月22日時点のオリジナルよりアーカイブ。2020年10月23日閲覧。
11. ↑  “Green flights not in easy reach, warn scientists”. BBC News. (2023年2月28日) 2023年3月3日閲覧。
12. ↑  “UK net zero aviation ambitions must resolve resource and research questions around alternatives to jet fuel | Royal Society”. royalsociety.org. 2023年3月3日閲覧。
13. ↑  Moore, Richard H.; Thornhill, Kenneth L.; Weinzierl, Bernadett; Sauer, Daniel; D'Ascoli, Eugenio; Kim, Jin; Lichtenstern, Michael; Scheibe, Monika et al. (2017). “Biofuel blending reduces particle emissions from aircraft engines at cruise conditions”. Nature (Springer) 543 (7645):  411–415. Bibcode: 2017Natur.543..411M. doi:10.1038/nature21420. ISSN 0028-0836. PMC 8025803. PMID 28300096.  オリジナルの27 April 2019時点におけるアーカイブ。 2019年7月4日閲覧。.
14. ↑  Climate Change 2007: The Physical Science Basis (PDF) (Report). Intergovernmental Panel on Climate Change. February 2007. Summary for Policymakers. 2007年11月14日時点のオリジナル (PDF)よりアーカイブ。
15. ↑  Creutzig, Felix; Niamir, Leila; Bai, Xuemei; Callaghan, Max; Cullen, Jonathan; Díaz-José, Julio; Figueroa, Maria; Grubler, Arnulf et al. (January 2022). “Demand-side solutions to climate change mitigation consistent with high levels of well-being” (英語). Nature Climate Change 12 (1):  36–46. Bibcode: 2022NatCC..12...36C. doi:10.1038/s41558-021-01219-y. ISSN 1758-6798.
16. ↑  “Exploring the environmental impact of contrails” (英語). Cirium. 2025年2月19日閲覧。
17. ↑  Kärcher, B. (2016). “The importance of contrail ice formation for mitigating the climate impact of aviation”. Journal of Geophysical Research: Atmospheres 121 (7):  3497–3505. Bibcode: 2016JGRD..121.3497K. doi:10.1002/2015JD024696.
18. ↑  Lee, D. S.; Fahey, D. W.; Skowron, A.; Allen, M. R.; Burkhardt, U.; Chen, Q.; Doherty, S. J.; Freeman, S. et al. (2021-01-01). “The contribution of global aviation to anthropogenic climate forcing for 2000 to 2018”. Atmospheric Environment 244:  117834. doi:10.1016/j.atmosenv.2020.117834. ISSN 1352-2310.
19. ↑  “Air travel emissions | SIMAP”. unhsimap.org. 2025年2月19日閲覧。
20. ↑  “Radiative Forcing Associated with Emissions from Air Travel”. 2025年2月15日閲覧。
21. ↑  Ivanova, Diana; Barrett, John; Wiedenhofer, Dominik; Macura, Biljana; Callaghan, Max; Creutzig, Felix (1 September 2020). “Quantifying the potential for climate change mitigation of consumption options”. Environmental Research Letters 15 (9):  093001. Bibcode: 2020ERL....15i3001I. doi:10.1088/1748-9326/ab8589.
22. ↑  Azar, Christian; Johansson, Daniel J. A. (April 2012). “Valuing the non-CO2 climate impacts of aviation”. Climatic Change 111 (3–4):  559–579. Bibcode: 2012ClCh..111..559A. doi:10.1007/s10584-011-0168-8.
23. ↑  “A Persuasive Climate - Personal Trading and Changing Lifestyles | TABLE Debates” (英語). tabledebates.org. 2023年3月2日閲覧。
24. ↑  Herndon, S.C. (2005). “Particulate Emissions from in-use Commercial Aircraft”. Aerosol Science and Technology 39 (8):  799–809. Bibcode: 2005AerST..39..799H. doi:10.1080/02786820500247363.
25. ↑  “Reducing air travel by small amounts each year could level off the climate impact”. The Conversation (2021年11月5日). 2025年2月5日閲覧。
26. ↑  “Telepresence”. Project Drawdown (2020年2月6日). 2025年2月5日閲覧。
27. ↑  Stoll, Christian; Mehling, Michael Arthur (23 October 2020). “COVID-19: Clinching the Climate Opportunity” (English). One Earth 3 (4):  400–404. Bibcode: 2020OEart...3..400S. doi:10.1016/j.oneear.2020.09.003. ISSN 2590-3330. PMC 7508545. PMID 34173539.
28. ↑  Moore, R.H. (2017). “Take-off engine particle emission indices for in-service aircraft at Los Angeles International Airport”. Scientific Data 4 (1):  170198. Bibcode: 2017NatSD...470198M. doi:10.1038/sdata.2017.198. PMC 5744856. PMID 29257135.
29. ↑  Briancon, Pierre (2022年8月25日). “Breakingviews - Private jet crackdown is idea that could fly” (英語). Reuters 2023年3月2日閲覧。
30. ↑  "Lead-free airplane fuel testing is in progress at Lewis" (Press release). Lewis University. 18 July 2011. 2022年12月23日時点のオリジナルよりアーカイブ。2020年11月25日閲覧。
31. ↑  Laville, Sandra (2021年10月20日). “UK meat tax and frequent-flyer levy proposals briefly published then deleted”. The Guardian 2023年5月16日閲覧。
32. 1 2  Basner, Mathias (2017). “Aviation Noise Impacts: State of the Science”. Noise & Health 19 (87):  41–50. doi:10.4103/nah.NAH_104_16. PMC 5437751. PMID 29192612.
33. ↑  Haines, Gavin (2019年5月31日). “Is Sweden's 'flight shame' movement dampening demand for air travel?”. The Daily Telegraph 2019年6月1日閲覧。
34. ↑  “'Flight shame' a factor in Swedish traffic decline”. Flightglobal. (2020年1月10日)
35. ↑  “Basic Principles of the Continuous Descent Approach (CDA) for the Non-Aviation Community”.  UK Civil Aviation Authority. 2008年11月9日時点のオリジナルよりアーカイブ。2025年2月5日閲覧。
36. ↑  Fawcett, Tina (1 June 2012). “Personal carbon trading: is now the right time?”. Carbon Management 3 (3):  283–291. Bibcode: 2012CarM....3..283F. doi:10.4155/cmt.12.19. ISSN 1758-3004.
37. ↑  “Sector S: Vehicle Maintenance Areas, Equipment Cleaning Areas, or Deicing Areas Located at Air Transportation Facilities”.  Washington, D.C.:  U.S. Environmental Protection Agency (EPA) (2006年12月). 2017年2月4日閲覧。
38. ↑  “Airport Contamination Causes Unsafe Newburgh Water | Environmental Litigation” (英語). www.napolilaw.com (2020年6月17日). 2025年2月21日閲覧。
39. 1 2 3  “Technical Development Document for the Final Effluent Limitations Guidelines and New Source Performance Standards for the Airport Deicing Category”.   EPA (2012年4月). 2017年2月4日閲覧。
40. 1 2  “Environmental Impact and Benefit Assessment for the Final Effluent Limitation Guidelines and Standards for the Airport Deicing Category”.   EPA (2012年4月). 2017年9月22日時点のオリジナルよりアーカイブ。2017年2月4日閲覧。
41. 1 2   Alternative Aircraft and Pavement Deicers and Anti-Icing Formulations with Improved Environmental Characteristics. U.S. Federal Aviation Administration. (April 2010). doi:10.17226/14370. ISBN 978-0-309-11832-3
42. ↑  “Issues and Testing of Non-Glycol Aircraft Ground Deicing Fluids”.   SAE International (2011年6月13日). 2013年2月2日時点のオリジナルよりアーカイブ。2025年2月5日閲覧。
43. ↑  Moore, Frances C.; Lacasse, Katherine; Mach, Katharine J.; Shin, Yoon Ah; Gross, Louis J.; Beckage, Brian (March 2022). “Determinants of emissions pathways in the coupled climate–social system” (英語). Nature 603 (7899):  103–111. Bibcode: 2022Natur.603..103M. doi:10.1038/s41586-022-04423-8. ISSN 1476-4687. PMID 35173331.
44. ↑  “Global Market Forecast”. Airbus (2019年). 2023年3月26日時点のオリジナルよりアーカイブ。2022年10月4日閲覧。
45. ↑  “Aviation industry reducing its environmental footprint”. Aviation Benefits. 2008年6月13日時点のオリジナルよりアーカイブ。2020年10月23日閲覧。
46. ↑  Schäfer, Andreas W.; Waitz, Ian A. (2014-07-01). “Air transportation and the environment”. Transport Policy 34:  1–4. doi:10.1016/j.tranpol.2014.02.012. ISSN 0967-070X.
47. 1 2  Timperley, Jocelyn (2020年2月19日). “Should we give up flying for the sake of the climate?”. BBC. 2023年9月22日時点のオリジナルよりアーカイブ。2021年11月28日閲覧。
48. ↑  Bakker, Stefan; Zuidgeest, Mark; de Coninck, Heleen; Huizenga, Cornie (4 May 2014). “Transport, Development and Climate Change Mitigation: Towards an Integrated Approach”. Transport Reviews 34 (3):  335–355. doi:10.1080/01441647.2014.903531. hdl:2066/128021. ISSN 0144-1647.
49. ↑  Ma, Wenliang; Wang, Qiang; Yang, Hangjun; Zhang, Anming; Zhang, Yahua (1 May 2019). “Effects of Beijing-Shanghai high-speed rail on air travel: Passenger types, airline groups and tacit collusion” (英語). Research in Transportation Economics 74:  64–76. doi:10.1016/j.retrec.2018.12.002. ISSN 0739-8859.
50. ↑  "Climate change: Commission proposes bringing air transport into EU Emissions Trading Scheme" (Press release). EU Commission. 20 December 2006. 2011年5月19日時点のオリジナルよりアーカイブ。2008年1月3日閲覧。
51. ↑  Park, Yonghwa; Ha, Hun-Koo (1 March 2006). “Analysis of the impact of high-speed railroad service on air transport demand” (英語). Transportation Research Part E: Logistics and Transportation Review 42 (2):  95–104. Bibcode: 2006TRPE...42...95P. doi:10.1016/j.tre.2005.09.003. ISSN 1366-5545.
52. ↑  Lowy, Joan (2016年10月7日). “UN agreement reached on aircraft climate-change emissions”. Associated Press.  オリジナルの2022年12月24日時点におけるアーカイブ。 2020年10月20日閲覧。
53. ↑  Bows, A. (2009). “5”. Aviation and Climate Change: Lessons for European Policy. Routledge. p. 146.  オリジナルの16 August 2016時点におけるアーカイブ。 2016年6月9日閲覧。
54. ↑  Alice Bows-Larkin (August 2010). “Aviation and climate change: confronting the challenge”. Aeronautical Journal 114 (1158):  459–468. doi:10.1017/S000192400000395X.  オリジナルの2 June 2020時点におけるアーカイブ。 2020年10月18日閲覧。.
55. ↑  Topham, Gwyn; correspondent, Gwyn Topham Transport (2024年5月21日). “What causes air turbulence and is the climate crisis making it worse?” (英語). The Guardian. ISSN 0261-3077.  オリジナルの2024年8月21日時点におけるアーカイブ。 2024年5月28日閲覧。
56. ↑  Larsson, Jörgen; Elofsson, Anna; Sterner, Thomas; Åkerman, Jonas (3 July 2019). “International and national climate policies for aviation: a review”. Climate Policy 19 (6):  787–799. Bibcode: 2019CliPo..19..787L. doi:10.1080/14693062.2018.1562871. ISSN 1469-3062.
57. ↑  Paradee, Vera (December 2015). Up in the air: how airplane carbon pollution jeopardizes global climate goals (PDF). Center for Biological Diversity (Report). Tucson, AZ. 2018年1月20日時点のオリジナルよりアーカイブ (PDF)。2016年10月17日閲覧。
  - "New Report: Airplane Pollution Jeopardizes Paris Climate Goals". Center for Biological Diversity (Press release). 2 December 2015. 2015年12月16日時点のオリジナルよりアーカイブ。2016年10月17日閲覧。
58. ↑  Pharoah Le Feuvre (2019年3月18日). “Are aviation biofuels ready for take off?”. International Energy Agency.  オリジナルの2023年9月17日時点におけるアーカイブ。 2020年12月11日閲覧。
59. ↑  “Private jet carbon emissions soar 46%: Study”. Phys.org (2024年11月10日). 2024年11月11日閲覧。
60. 1 2  “Sustainable Aviation Fuels Guide”.   ICAO (2018年12月). 2022年12月25日時点のオリジナルよりアーカイブ。2020年12月6日閲覧。
61. ↑  Gössling, Stefan; Humpe, Andreas (1 June 2023). “Millionaire spending incompatible with 1.5 °C ambitions” (英語). Cleaner Production Letters 4:  100027. Bibcode: 2023CPrL....400027G. doi:10.1016/j.clpl.2022.100027. ISSN 2666-7916.
62. ↑  “The Sixth Carbon Budget: Aviation”. 2023年3月19日時点のオリジナルよりアーカイブ。2021年5月21日閲覧。
63. 1 2 3  "Europe's aviation sector launches ambitious plan to reach net zero CO2 emissions by 2050" (PDF) (Press release). Destination 2050. 11 February 2021. 2022年8月12日時点のオリジナルよりアーカイブ (PDF)。2021年2月13日閲覧。
64. ↑  “Our Commitment to Fly Net Zero by 2050” (英語). www.iata.org. 2025年2月23日閲覧。
65. ↑  “Climate change: World aviation agrees 'aspirational' net zero plan” (英語). BBC News. (2022年10月7日).  オリジナルの2024年8月21日時点におけるアーカイブ。 2023年1月31日閲覧。
66. 1 2 3  Bergero, Candelaria (30 January 2023). “Pathways to net-zero emissions from aviation”. Nature Sustainability 6 (4):  404–414. Bibcode: 2023NatSu...6..404B. doi:10.1038/s41893-022-01046-9.
67. 1 2 3   Net zero aviation fuels – resource requirements and environmental impacts. The Royal Society. (February 2023).  オリジナルの28 February 2023時点におけるアーカイブ。 2023年3月1日閲覧。
68. ↑  Lewis Harper (2023年3月22日). “Carbon removal 'a necessity' for aviation to reach net-zero emissions: IPCC report”. FlightGlobal
69. ↑  Jon Hemmerdinger (2023年3月30日). “US aerospace leaders disagree on best path to 'net-zero' carbon emissions”. FlightGlobal.  オリジナルの2023年3月30日時点におけるアーカイブ。 2023年3月31日閲覧。
70. ↑  “Sustainable Aero Lab - Home” (英語). Sustainable Aero Lab. 2025年2月23日閲覧。
71. ↑  “Bridging the Gap to 2050 – How to Decarbonize Aviation Faster With Today's Technologies”. Sustainable Aviation Lab GmbH.  Hamburg Investment and Development Bank (2023年4月). 2023年4月28日時点のオリジナルよりアーカイブ。2023年4月28日閲覧。
72. ↑  "International Civil Aviation Day calls for the greening of aviation" (PDF) (Press release). ICAO. 30 November 2005. 2017年5月29日時点のオリジナルよりアーカイブ (PDF)。2020年11月21日閲覧。
73. ↑  Reducing the Climate Change Impact of Aviation (PDF) (Report). European Commission. 2005. 2021年8月11日時点のオリジナルよりアーカイブ (PDF)。2020年11月21日閲覧。
74. ↑  "Climate change: Commission proposes bringing air transport into EU Emissions Trading Scheme" (Press release). European Commission. 20 December 2006. 2023年5月22日時点のオリジナルよりアーカイブ。2020年11月20日閲覧。
75. ↑  Lee, D.; et al. (2013). Bridging the aviation CO2 emissions gap: why emissions trading is needed (PDF) (Report). Centre for Aviation, Transport and the Environment. 2013年5月30日時点のオリジナル (PDF)よりアーカイブ。2013年3月4日閲覧。
76. 1 2 3  Kerry Reals (2019年1月7日). “Don't count on technology to save us”. Flightglobal.  オリジナルの2019年4月25日時点におけるアーカイブ。 2020年10月20日閲覧。
77. ↑  “UK to include aviation in carbon emissions targets”. CAPA – Centre for Aviation (2021年4月27日). 2023年6月1日時点のオリジナルよりアーカイブ。2021年5月15日閲覧。
78. ↑  “Study: Aviation tax breaks cost EU states €39 billion a year”. euractiv (2013年7月25日). 2019年4月25日時点のオリジナルよりアーカイブ。2019年1月18日閲覧。
79. ↑  “EU governments miss out on up to €39bn a year due to aviation's tax breaks”. Transport and Environment. (2013年7月24日).  オリジナルの2019年4月25日時点におけるアーカイブ。 2019年1月18日閲覧。
80. ↑  Lucas, Caroline (2012年1月24日). “Does the government subsidise airlines by £10 billion?”. 2012.   Factcheck. 2013年8月17日時点のオリジナルよりアーカイブ。2013年8月27日閲覧。
81. ↑  “Resolution A39-3: Consolidated statement of continuing ICAO policies and practices related to environmental protection – Global Market-based Measure (MBM) scheme”.   ICAO (2019年2月15日). 2019年9月30日時点のオリジナルよりアーカイブ。2019年2月15日閲覧。
82. ↑  ICF Consulting (2006年2月1日). “Including Aviation into the EU ETS: Impact on EU allowance prices”. 2015年5月4日時点のオリジナルよりアーカイブ。2014年10月15日閲覧。
83. ↑  Kate Abnett (2020年3月10日). “Ban short-haul flights for climate? In EU poll 62% say yes”. Reuters.  オリジナルの2022年12月24日時点におけるアーカイブ。 2020年10月20日閲覧。
84. ↑  Warnecke, Carsten; Schneider, Lambert; Day, Thomas; La Hoz Theuer, Stephanie; Fearnehough, Harry (2019-03). “Robust eligibility criteria essential for new global scheme to offset aviation emissions” (英語). Nature Climate Change 9 (3):  218–221. doi:10.1038/s41558-019-0415-y. ISSN 1758-6798.
85. ↑  “Verified Carbon Standard” (英語). Verra. 2025年2月24日閲覧。
86. ↑  Greenfield, Patrick (2023年1月18日). “Revealed: more than 90% of rainforest carbon offsets by biggest certifier are worthless, analysis shows”. The Guardian.  オリジナルの2023年2月14日時点におけるアーカイブ。
87. ↑  “British Airways Carbon Offset Programme”.   British Airways. 2012年4月24日時点のオリジナルよりアーカイブ。2010年5月2日閲覧。
88. ↑  “Continental Airlines Carbon Offset Programme”.   Continental Airlines. 2012年3月2日時点のオリジナルよりアーカイブ。2010年5月2日閲覧。
89. ↑  “easyJet Carbon Offset Programme”.   easyJet. 2012年10月4日時点のオリジナルよりアーカイブ。2010年5月2日閲覧。
90. ↑  “11 Airlines That Offer Carbon Offset Programs”. 2023年5月28日時点のオリジナルよりアーカイブ。2020年10月18日閲覧。
91. ↑  “How to Buy Carbon Offsets”. The New York Times. 2023年8月11日時点のオリジナルよりアーカイブ。2020年10月18日閲覧。(要購読契約)
92. ↑  “The Gold Standard”. 2023年9月25日時点のオリジナルよりアーカイブ。2020年10月18日閲覧。
93. ↑  “Find Green-e Certified Carbon Offsets”. 2023年7月4日時点のオリジナルよりアーカイブ。2020年10月18日閲覧。
94. ↑  "Air France to proactively offset 100% of CO2 emissions on its domestic flights as of January 1st, 2020" (Press release). Air France. 1 October 2019. 2023年2月9日時点のオリジナルよりアーカイブ。2020年1月3日閲覧。
95. ↑  David Kaminski-Morrow (2019年11月19日). “EasyJet to offset carbon emissions across whole network”. Flightglobal.  オリジナルの2019年11月28日時点におけるアーカイブ。 2019年11月19日閲覧。
96. ↑  “BA begins offsetting domestic flight emissions”. Flightglobal. (2020年1月3日).  オリジナルの2020年1月3日時点におけるアーカイブ。 2020年1月3日閲覧。
97. ↑  Pilar Wolfsteller (2020年1月6日). “JetBlue to be first major US airline to offset all emissions from domestic flights”. Flightglobal.  オリジナルの2023年6月6日時点におけるアーカイブ。 2020年1月7日閲覧。
98. ↑  “JetBlue”. www.jetblue.com. 2025年2月25日閲覧。
99. ↑  Jon Hemmerdinger (2020年12月10日). “United to invest in 'direct air capture' as it makes 2050 carbon-neutral pledge”. Flightglobal.  オリジナルの2023年5月29日時点におけるアーカイブ。 2020年12月10日閲覧。
100. ↑  Girod, Bastien; van Vuuren, Detlef P.; de Vries, Bert (1 April 2013). “Influence of travel behavior on global CO2 emissions” (英語). Transportation Research Part A: Policy and Practice 50:  183–197. doi:10.1016/j.tra.2013.01.046. hdl:1874/386161. ISSN 0965-8564.
101. ↑  Sharmina, M.; Edelenbosch, O. Y.; Wilson, C.; Freeman, R.; Gernaat, D. E. H. J.; Gilbert, P.; Larkin, A.; Littleton, E. W. et al. (21 April 2021). “Decarbonising the critical sectors of aviation, shipping, road freight and industry to limit warming to 1.5–2°C”. Climate Policy 21 (4):  455–474. Bibcode: 2021CliPo..21..455S. doi:10.1080/14693062.2020.1831430. ISSN 1469-3062.
102. 1 2  Bergero, Candelaria; Gosnell, Greer; Gielen, Dolf; Kang, Seungwoo; Bazilian, Morgan; Davis, Steven J. (30 January 2023). “Pathways to net-zero emissions from aviation” (英語). Nature Sustainability 6 (4):  404–414. Bibcode: 2023NatSu...6..404B. doi:10.1038/s41893-022-01046-9. ISSN 2398-9629.
103. ↑  “Green flights not in easy reach, warn scientists”. BBC News. (2023年2月28日) 2023年3月3日閲覧。
104. ↑  “UK net zero aviation ambitions must resolve resource and research questions around alternatives to jet fuel | Royal Society”. royalsociety.org. 2023年3月3日閲覧。
105. ↑  Gerhard Hegmann (2020年6月9日). “Österreich verbietet die 9,99-Euro-Billigstflüge” (ドイツ語). Die Welt 2020年6月13日閲覧。
106. ↑  Igini, Martina (2023年5月30日). “France’s ‘Symbolic’ Ban on Domestic Short-Haul Flights Is Not Enough to Tackle Climate Change, Critics Say” (英語). Earth.Org. 2025年2月14日閲覧。
107. ↑  Ledsom, Alex. “Spain Short-Haul Flight Ban: Which EU Country Will Be Next?” (英語). Forbes. 2025年2月14日閲覧。
108. ↑  “Environment Agency bans staff from taking flights in England” (英語). The Telegraph (2010年6月7日). 2025年2月14日閲覧。
109. ↑  “De RUG moet minder gaan vliegen, maar hoe moet dat dan?” (オランダ語). UKrant.nl. 2025年2月14日閲覧。
110. ↑  swissinfo.ch, S. W. I. (2019年9月4日). “Geneva university to slash flight emissions by half” (英語). SWI swissinfo.ch. 2025年2月14日閲覧。
111. ↑  Heinonen, Jukka; Czepkiewicz, Michał (9 June 2021). “Cities, Long-Distance Travel, and Climate Impacts”. Urban Planning 6 (2):  228–231. doi:10.17645/up.v6i2.4541.
112. ↑  Wabl, Matthias; Jasper, Christopher (2020年6月9日). “Airline bailouts point to greener travel—and higher fares”. BNN Bloomberg 2020年6月13日閲覧。
113. ↑  “IATA Cabin Waste Handbook”.   IATA (2019年8月). 2020年10月21日閲覧。
114. ↑  Higham, James; Cohen, Scott A.; Cavaliere, Christina T.; Reis, Arianne; Finkler, Wiebke (2016-01-16). “Climate change, tourist air travel and radical emissions reduction”. Journal of Cleaner Production 111:  336–347. doi:10.1016/j.jclepro.2014.10.100. ISSN 0959-6526.
115. ↑  Guillen-Royo, Mònica (9 December 2022). “Flying less, mobility practices, and well-being: lessons from the COVID-19 pandemic in Norway”. Sustainability: Science, Practice and Policy 18 (1):  278–291. Bibcode: 2022SSPP...18..278G. doi:10.1080/15487733.2022.2043682.
116. ↑  “Analysis | Climate activists held the largest anti-airport protest in British history. Expect more worldwide.”. Washington Post 2023年3月3日閲覧。
117. ↑  “AirportWatch | About AirportWatch – Our Aims and Objectives”. www.airportwatch.org.uk. 2023年3月3日閲覧。
118. ↑  Limb, Lottie (2023年2月14日). “Ban private jets, say scientists blocking airports around the world” (英語). euronews 2023年3月3日閲覧。
119. ↑  “The Anti-Airport Movement Has Gone Global”. World Politics Review (2021年11月2日). 2023年3月3日閲覧。
120. ↑  “'Bull**** flights': How to have a debate on legitimate air traffic” (英語). euronews (2022年1月22日). 2023年3月3日閲覧。
121. ↑  “Position Paper”. Stay Grounded. 2023年3月3日閲覧。
122. 1 2  Gössling, Stefan; Dolnicar, Sara (2023). “A review of air travel behavior and climate change” (英語). WIREs Climate Change 14 (1):  e802. doi:10.1002/wcc.802. ISSN 1757-7799.
123. 1 2  Gössling, Stefan; Humpe, Andreas; Bausch, Thomas (2020-09-01). “Does ‘flight shame’ affect social norms? Changing perspectives on the desirability of air travel in Germany”. Journal of Cleaner Production 266:  122015. doi:10.1016/j.jclepro.2020.122015. ISSN 0959-6526.
124. ↑  Haines, Gavin (2019年5月31日). “Is Sweden's 'flight shame' movement dampening demand for air travel?”. The Daily Telegraph 2019年6月1日閲覧。
125. ↑  Kerry Reals (2019年9月6日). “'Flight shaming' is changing the face of travel”. Flightglobal
126. ↑  “'Flight shame' a factor in Swedish traffic decline”. Flightglobal. (2020年1月10日)
127. 1 2 3  Grewe, Volker; Champougny, Thierry; Matthes, Sigrun; Frömming, Christine; Brinkop, Sabine; Søvde, Ole Amund; Irvine, Emma A.; Halscheidt, Lucia (2014-09-01). “Reduction of the air traffic's contribution to climate change: A REACT4C case study”. Atmospheric Environment 94:  616–625. doi:10.1016/j.atmosenv.2014.05.059. ISSN 1352-2310.
128. 1 2  Giovanni Bisignani, CEO of the IATA (2007年9月20日). “Opinion: Aviation and global warming”. The New York Times.  オリジナルの2020年4月21日時点におけるアーカイブ。 2020年10月18日閲覧。
129. ↑  Crespo, Daniel Calleja; de Leon, Pablo Mendes (2011). Achieving the Single European Sky: Goals and Challenges. Alphen aan de Rijn: Kluwer Law International. pp. 4–5. ISBN 978-90-411-3730-2
130. ↑  Sam Morgan (2020年9月22日). “Corona-crisis and Brexit boost EU air traffic reform hopes”. Euractiv.  オリジナルの2022年12月22日時点におけるアーカイブ。 2020年10月19日閲覧。
131. ↑  Matthes, Sigrun et al. (31 January 2021). (Deutsches Zentrum für Luft- und Raumfahrt). “Mitigation of Non-CO2 Aviation's Climate Impact by Changing Cruise Altitudes”. Aerospace 8 (2):  36. Bibcode: 2021Aeros...8...36M. doi:10.3390/aerospace8020036. hdl:10852/92624.
132. ↑  Ole Amund Søvde (October 2014). “Aircraft emission mitigation by changing route altitude: A multi-model estimate of aircraft NOx emission impact on O3 photochemistry”. Atmospheric Environment 95:  468. Bibcode: 2014AtmEn..95..468S. doi:10.1016/j.atmosenv.2014.06.049.
133. 1 2  Stuber, Nicola; Forster, Piers; Rädel, Gaby; Shine, Keith (2006-06). “The importance of the diurnal and annual cycle of air traffic for contrail radiative forcing” (英語). Nature 441 (7095):  864–867. doi:10.1038/nature04877. ISSN 1476-4687.
134. ↑  Sun, Ya-Yen; Lin, Pei-Chun; Higham, James (1 December 2020). “Managing tourism emissions through optimizing the tourism demand mix: Concept and analysis” (英語). Tourism Management 81:  104161. doi:10.1016/j.tourman.2020.104161. ISSN 0261-5177. PMC 7274965. PMID 32536740.
135. ↑  “Fuel Fact Sheet”.   IATA (2019年12月). 2022年11月8日時点のオリジナルよりアーカイブ。2022年11月8日閲覧。
136. ↑  Aviation report (Report). International Energy Agency. 2020. 2023年7月6日時点のオリジナルよりアーカイブ。2020年10月20日閲覧。
137. ↑  Philip E. Ross (2018年6月1日). “Hybrid Electric Airliners Will Cut Emissions—and Noise”. IEEE Spectrum.  オリジナルの2024年3月4日時点におけるアーカイブ。 2024年7月31日閲覧。
138. ↑  Chris Baraniuk (2020年6月18日). “The largest electric plane ever to fly”. Future Planet (BBC).  オリジナルの2023年9月5日時点におけるアーカイブ。 2020年10月18日閲覧。
139. ↑  “Hybrid and electric flight | Airbus” (英語). www.airbus.com (2024年9月3日). 2025年2月24日閲覧。
140. ↑  “Aerospace and aviation sustainability” (英語). Roland Berger. 2025年2月24日閲覧。
141. ↑  “Electrical propulsion ushers in new age of innovation in aerospace” (英語). Roland Berger. 2025年2月24日閲覧。
142. 1 2  Hydrogen-powered aviation (PDF) (Report). EU Clean Sky 2 and Fuel Cells and Hydrogen 2 Joint Undertakings. May 2020. 2022年5月5日時点のオリジナルよりアーカイブ (PDF)。2022年12月6日閲覧。
143. ↑  "Hydrogen instead of electrification? Potentials and risks for climate targets" (Press release). Potsdam Institute for Climate Impact Research. 6 May 2021. 2023年5月30日時点のオリジナルよりアーカイブ。2021年5月12日閲覧。
144. ↑  “ZEROe | Airbus” (英語). www.airbus.com (2024年9月10日). 2025年2月24日閲覧。
145. ↑  saranrg (2023年1月26日). “Sustainable Aviation Fuel Certification and ASTM International: What Is It & Why Does It Matter?” (英語). SkyNRG. 2025年2月25日閲覧。
146. ↑  “Glacial Pace Of Advancements In Biofuel Threatens Emissions Targets | Aviation Week Network”. aviationweek.com. 2025年2月25日閲覧。
147. ↑  “100LL & Jet Fuel Prices at U.S. Airports & FBOs By Region” (英語). Globalair.com. 2025年2月25日閲覧。
148. ↑  “LanzaJet Freedom Pines Fuels” (英語). LanzaJet. 2025年2月23日閲覧。
149. ↑  “Initiatives & Projects”. www.icao.int. 2025年2月23日閲覧。
150. ↑  “The Airline Industry's Biggest Climate Challenge: A Lack of Clean Fuel” (英語). Bloomberg.com. (2024年4月11日).  オリジナルの2024年8月21日時点におけるアーカイブ。 2024年4月15日閲覧。
151. ↑  Ueckerdt, Falko; Bauer, Christian; Dirnaichner, Alois; Everall, Jordan; Sacchi, Romain; Luderer, Gunnar (2021-05). “Potential and risks of hydrogen-based e-fuels in climate change mitigation” (英語). Nature Climate Change 11 (5):  384–393. doi:10.1038/s41558-021-01032-7. ISSN 1758-6798.
152. ↑  “EXACT Results - How Slow Should We Go - DLR Presentation for Safe Landing”.   Georgi Atanasov. 2025年1月1日時点のオリジナルよりアーカイブ。2025年1月1日閲覧。
153. ↑  “Short Medium Range Turboprop-Powered Aircraft as an Enabler for Low Climate Impact”.   G. Atanasov, D. Silberhorn, P. Wassink, Dr. J. Hartmann, E. Prenzel, S. Wöhler, Dr. N. Dzikus, B. Fröhler, Dr. T. Zill, Dr. B. Nagel; DLR - Deutsches Zentrum für Luft- und Raumfahrt. 2025年1月1日閲覧。